# 観光橋 (富山市)
観光橋（かんこうばし）は、富山県富山市の神通川に架かる橋である。

## 橋データ
- 左岸 - 富山県富山市楡原
- 右岸 - 富山県富山市今生津
- 橋の構造 -鋼上路トラスドランガー橋[1]
- 橋長 - 186 m[2]
- 幅員 - 7.5 m[2]
- 支間 - 133 m（完成当時は富山県内最長であった）[2]
- 設計荷主 - 20 t[3]
- 総工費 - 2億5,600万円[2]

## 歴史
1954年に延長101.5 m、幅員1.9 mの吊り橋が架橋され、1964年7月に木造の橋となった。しかし、老朽化により2tの重量制限があったため大型車の通行が出来ない状態であった。このため、国に架け替え工事の申請することになった。
現在の橋は1971年に地質調査が実施され、1972年11月27日より下部工事を請け負った前田建設工業が橋台、橋脚それぞれ2基の建設に着手し、1974年6月に竣工、同年6月26日に渡橋式が実施されたものである。